# Mariama Camara
Pour les articles homonymes, voir Camara et Kamara.
Mariama Camara, née en 1958/1959 et morte le 13 janvier 2025 au Maroc est une femme politique guinéenne, ingénieure-chimiste de formation et ancien ministre de l'agriculture de la Guinée de 2017 à 2021.

## Carrière  professionnelle
Titulaire d'un DES en chimie alimentaire obtenu à l'université Gamal Abdel Nasser de Conakry (IPGAN), Mariama Camara commence sa carrière à la Société nationale de brasserie et au Ministère du Développement rural de Guinée en 1991, puis rejoint la Société guinéenne de palmier à huile et d'hévéa (SOGUIPAH) à sa création, comme responsable de la filière des corps gras. En 1993, elle est nommée directrice générale adjointe, puis directrice générale de la SOGUIPAH pendant 24 ans.
Mariame Camara participe, au sein de l’équipe gouvernementale guinéenne, à la mobilisation des fonds destinés aux investissements agricoles, industriels, et mesures d’accompagnement auprès des différents partenaires financiers (AFD, BEI, BAD, BADEA…) et à occasionner la contribution de la FAO à mobiliser le financement destiné à reconvertir à la rizipisciculture des réfugiés de la guerre du Liberia en Guinée forestière.

## Ministre
Du 27 décembre 2017 au 15 janvier 2021, Mariama Camara est Ministre de l’Agriculture de Guinée, puis ministre du commerce jusqu'à la chute d'Alpha Condé le 5 septembre 2021.
Mariama Camara a également été membre du conseil économique et social.

## Prix et reconnaissances
- Récipiendaire de la Médaille d’Honneur du Travail[3]